# SN 2012bm
SN 2012bm – supernowa typu Ia, odkryta 27 marca 2012 roku w galaktyce UGC 8189. W momencie odkrycia, miała maksymalną jasność 17,1m.